# Lac Kari
Pour les articles homonymes, voir Kari.
Le lac Kari (en arménien Քարի լիճ) est un lac situé entre les pics de l'Aragats, dans le marz d'Aragatsotn en Arménie. Il est principalement alimenté par la fonte des neiges.
Une station météorologique a été installée sur sa rive orientale.